# 이케다 리요코
이케다 리요코(일본어: 池田 理代子, 1947년 12월 18일~)는 일본의 만화가이다. 1970년대를 대표하는 일본 소녀 만화가로, 프랑스 혁명이나 러시아 혁명 같은 유럽의 역사적 사건을 소재로 한 시대물을 남겼다.

## 생애
오사카 출신으로 대학에서 철학을 전공했고 1967년 《장미 저택의 소녀》(バラ屋敷の少女)로 데뷔하였다. 1972년부터 일본 슈에이샤의 소녀 만화 잡지 《주간 마가렛》(週刊マーガレット)에 대표작 《베르사유의 장미》를 연재하기 시작하였다. 혁명 전후의 프랑스를 배경으로 하는 《베르사유의 장미》는 단행본이 1200만부가 팔리는 등 큰 성공을 거두었고 후에 애니메이션과 다카라즈카 가극으로도 만들어졌다. 한때 성악가를 지망하여 만화계를 떠났지만 1999년부터 다시 작품 활동을 시작하였다. 근작인 《니벨룽의 반지》(ニーベルンクの指輪, 4권, 2001년 ~ 2002년, 슈에이샤 발행)는 바그너의 동명 오페라를 만화화한 것이다.
이케다 리요코의 작품인 《베르사유의 장미》와 《올훼스의 창》(オルフェウスの窓)은 대한민국에서도 큰 인기를 끌어, 서양을 배경으로 한 시대물이 1980년대 순정 만화의 주류를 형성하게 하는 데에 큰 영향을 미쳤다.
2005년부터 《베르바라kids》(ベルばらkids)을 아사히신문에 연재하고 있으며, 2007년 9월 25일부터 배용준 주연의 드라마 《태왕사신기》의 만화판을 고단샤의 정보주간지 《TOKYO★1주간(TOKYO★1週間)》과 《KANSAI 1주간(KANSAI1週間)》에 연재하기 시작하였다.
2009년 《베르사이유의 장미》를 통해 프랑스의 역사와 문화를 알린 공로를 인정받아 레종 도뇌르 훈장을 수여받았다.

## 작품 목록
- 1967년
  - 《장미 저택의 소녀》(バラ屋敷の少女)
- 1972년
  - 《베르사유의 장미》
  - 《여제 에카테리나》(女帝エカテリーナ)
- 1975년
  - 《디어 브라더》(おにいさまへ…)
  - 《올훼스의 창》(オルフェウスの窓)
- 1979년
  - 《클로딘...!》(クローディーヌ…！)
- 1986년
  - 《에로이카》(栄光のナポレオン - エロイカ)
- 2001년
  - 《니벨룽의 반지》(ニーベルンクの指輪)

## 수상
- 일본 만화가 협회상 우수상(1980년)

#### 수훈
- 레지옹 도뇌르 훈장 슈발리에급(2009년 3월 11일)

## 같이 보기
- 《베르사이유의 장미》 작가가 《태왕사신기》 만화 그릴 예정. 보관됨 2022-05-20 - 웨이백 머신
- 《베르사이유의 장미》 작가 이케다 리요코가 그린 《태왕사신기》.[깨진 링크(과거 내용 찾기)]